# Biblioteca Popular d'Olot
La Biblioteca Popular d'Olot, inaugurada el 22 de setembre de 1918, va ser una de les quatre primeres biblioteques creades per la Mancomunitat de Catalunya, juntament amb les de Valls, Sallent i les Borges Blanques. Aquestes biblioteques es van construir seguint un model basat en les "public libraries" anglosaxones, amb l'objectiu de fomentar la lectura i reduir l'analfabetisme a Catalunya. A més, van ser pioneres en oferir un accés obert als llibres i espais dedicats a diverses activitats culturals, formant part d'un projecte pioner per democratitzar la cultura i la lectura arreu del país.

## Història
La Biblioteca Popular d'Olot va ser dissenyada per l'arquitecte Lluís Planas, amb un estil neoclàssic que la convertia en un "temple de la cultura". L'edifici original estava situat en un entorn natural als afores de la ciutat, oferint un espai tranquil i inspirador. La biblioteca es va mantenir activa fins que va ser enderrocada el 1968 per construir una nova instal·lació més gran, la Biblioteca Jaume Bofill i Mates, en el mateix emplaçament.Més tard, el 1997, es va inaugurar la Biblioteca Marià Vayreda, resultat de la fusió entre la Bofill i Mates i la Biblioteca Municipal d'Olot, situada al centre de la ciutat. integrada dins del Sistema de Lectura Pública de Catalunya. A més de les activitats tradicionals, la biblioteca també col·labora en projectes culturals i educatius municipals.
El centenari de la Biblioteca Popular d'Olot es va celebrar el 22 de setembre de 2018, commemorant els seus 100 anys d'història des de la seva inauguració el 1918. L'acte central de la celebració va consistir en una sèrie d'activitats culturals, conferències, exposicions i trobades que rememoraven la història de la biblioteca i la seva contribució a la ciutat d'Olot i a la comarca de la Garrotxa. Durant el centenari, es va posar de relleu la importància d'aquesta institució com a motor cultural, des dels primers dies en què es va proposar com un espai de lliure accés als llibres i al coneixement, fins a la seva evolució cap a l'actual Biblioteca Marià Vayreda. Aquesta biblioteca és hereva directa de la Biblioteca Popular d'Olot i continua amb la mateixa missió d'apropar la cultura als ciutadans, però amb serveis moderns i adaptats a les noves necessitats tecnològiques i culturals. Les commemoracions també van incloure exposicions sobre la història del llibre i la lectura a Olot, així com sobre l'arquitectura dels edificis que han allotjat la biblioteca al llarg dels anys. A més, es van organitzar activitats de participació ciutadana, com clubs de lectura i tallers especials. Aquests esdeveniments del centenari van servir per recordar el paper fonamental que la biblioteca ha tingut en el desenvolupament cultural d'Olot i per projectar el seu futur com a centre de dinamització cultural per a totes les edats.

## Serveis
L'edifici original de la Biblioteca Popular tenia espais diferenciats per a lectura, conferències i altres serveis, com ara una sala de conferències i lavabos. Els llibres estaven disposats en lliure accés, una innovació per a l'època. Amb el temps, la nova biblioteca va ampliar aquests serveis, incloent espais especialitzats per a infants i exposicions.

## Impacte cultural i social
La creació de la Biblioteca Popular d'Olot va tenir un gran impacte en una ciutat que, a principis del segle XX, començava a experimentar un procés de modernització. A més de fomentar la lectura i el coneixement, la biblioteca va ajudar a cohesionar la societat i promoure la cultura catalana en un moment de profunds canvis socials i polítics.

## Bibliotecàries
Les primeres bibliotecàries, Dolors Hostalrich i Montserrat Fàbregues, formades a l'Escola de Bibliotecàries de la Mancomunitat, van contribuir a la professionalització del servei bibliotecari, una tasca que es considerava crucial per a l'èxit del projecte.